# Mahzor de Worms

Le célèbre poème en araméen Akdamouth dans le Mahzor de Worms

Le Mahzor de Worms est manuscrit enluminé contenant un rituel de prière (un mahzor) datant de 1272. Il a été utilisé pendant plusieurs siècles dans la synagogue de Worms.

## Description
Le Mahzor de Worms comprend deux volumes réunis en un seul au XVIe siècle. Le manuscrit possède aujourd’hui 219 pages, mais une partie supplémentaire se serait perdue lorsque le livre a été divisé en deux. Le colophon indique que le scribe a achevé sa rédaction le 28 Tevet 5032, soit le 2 janvier 1272.

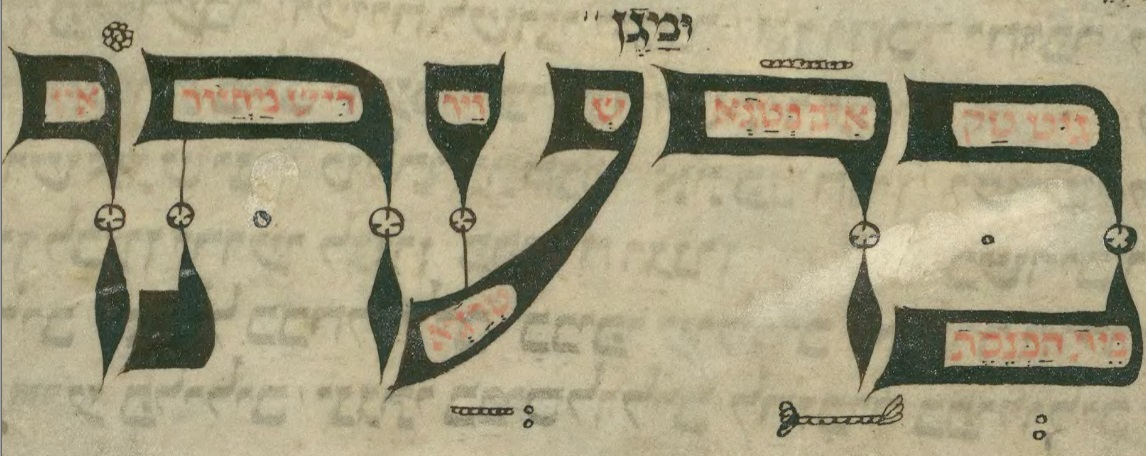
La première inscription connue en yiddish, à l'intérieur des lettres de la prière.

Il possède la première inscription en langue yiddish, ou de son ancêtre linguistique proche, sous la forme d'une notice ajoutée et ponctuée ultérieurement. Elle est abondamment décrite par Frakes et Baumgarten,.
| Yiddish                 | גוּט טַק אִים בְּטַגְֿא שְ וַיר דִּיש מַחֲזֹור אִין בֵּיתֿ הַכְּנֶסֶתֿ טְרַגְֿא                         |
| Translittération latine | gut tak im betage se vèr dis makhazor in beis haknesses terage             |
| Traduction              | Qu'un bon jour vienne à celui qui porte ce livre de prière à la synagogue. |

Cette notice est insérée avec de nombreuses décorations dans un texte purement hébraïque (reproduit dans Katz 2004). Les linguistes s'interrogent cependant s'il s'agissait là véritablement d'une forme ancienne de yiddish, ou d'une simple transcription du vieil allemand en caractères hébraïques. La ponctuation semble avoir été ajoutée à l'inscription par un second scribe, auquel cas elle devrait être datée ultérieurement.
Ce livre est resté dans la communauté de Worms jusqu’à la Nuit de Cristal et a été donné à Israël par l’Allemagne en réparation de la Shoah. Il est conservé à la Bibliothèque nationale d'Israël à Jérusalem.